# Katie Lucas
Katie Rose Lucas (nacida el 13 de abril de 1988) es una actriz de cine y guionista estadounidense, reconocida por su trabajo dentro de la franquicia Star Wars.
Lucas tuvo papeles menores en las tres películas de la trilogía de precuelas de Star Wars. Interpretó a la amiga del joven Anakin, Amee, en La amenaza fantasma; a la chica twi'lek violeta Lunae Minx en El ataque de los clones; y a la senadora Chi Eekway en La venganza de los Sith.
Lucas fue también guionista de la serie de televisión Star Wars: The Clone Wars. 

## Filmografía
- Star Wars: Episodio I – La amenaza fantasma (1999) – Amee (como Jenna Green)
- The Beginning: Making 'Episode I' ' (2001) - Ella misma
- Star Wars: Episodio II – El ataque de los clones (2002) – Lunae Minx (sin acreditar)
- El Pequeño Reino de Ben y Holly (2005) – Hermana pequeña (como Jenna Green)
- Star Wars: Episodio III – La venganza de los Sith (2005) – Chi Eekway

### Como guionista
Star Wars: The Clone Wars
- "Accidente Jedi"
- "Esfera de influencia", con Steve Melching
- "La Academia", con Steven Melching
- "Asesino"
- Trilogía "Hermanas de la Noche":
  - "Hermanas de la noche"
  - "Monstruo"
  - "Brujas de la niebla"
- Arco "El regreso de Darth Maul":
  - "Masacre"
  - "Generosidad"
  - "Hermanos"
  - "Venganza"
- Arco "Orden 66 Génesis":
  - "Desconocido"
  - "Conspiración"
  - "Fugitivo"
  - "Órdenes"

## Vida personal
Es hija del cineasta George Lucas, ahijada de Steven Spielberg y Francis Ford Coppola y hermana menor de Amanda Lucas.